# Cúp bóng đá Bulgaria 1957
Cúp bóng đá Bulgaria 1957 là mùa giải thứ 17 của Cúp bóng đá Bulgaria (trong giai đoạn này có tên là Cúp Quân đội Xô-viết). Levski Sofia giành chức vô địch khi đánh bại Spartak Pleven 2–1 trong trận chung kết tại Vasil Levski National Stadium ở Sofia.

## Vòng Một
| Đội 1                 | Tỉ số     | Đội 2               |
| --------------------- | --------- | ------------------- |
| Chernomorets Burgas   | 0–1       | Zavod Stalin Pernik |
| Chavdar Byala Slatina | 1–3       | Slavia Sofia        |
| Spartak Pleven        | 1–0       | Spartak Sofia       |
| Botev Plovdiv         | 6–2       | Pavlikeni           |
| Spartak Varna         | 3–0       | Spartak Plovdiv     |
| Minyor Pernik         | 3–1       | Pirin Blagoevgrad   |
| Tundzha Yambol        | 0–2       | Cherno More Varna   |
| Belasitsa Petrich     | 1–0       | Rodni Krile Sofia   |
| Dobrudzha Dobrich     | 0–3 (w/o) | Lokomotiv Plovdiv   |

## Vòng Hai
| Đội 1               | Tỉ số             | Đội 2             |
| ------------------- | ----------------- | ----------------- |
| Spartak Varna       | 2–1 (w/o)         | Minyor Pernik     |
| CSKA Sofia          | 5–0               | Belasitsa Petrich |
| Levski Sofia        | 2–1               | Dunav Ruse        |
| Marek Dupnitsa      | 3–5 (aet)         | Lokomotiv Plovdiv |
| Zavod Stalin Pernik | 1–5               | Cherno More Varna |
| Spartak Pleven      | 1–0 (aet)         | Botev Plovdiv     |
| Slavia Sofia        | 3–1               | Lokomotiv Sofia   |
| Shumen              | 2–2 (aet) 3–0 (R) | Haskovo           |

## Tứ kết
| Đội 1             | Tỉ số | Đội 2          |
| ----------------- | ----- | -------------- |
| Shumen            | 1–0   | Slavia Sofia   |
| Cherno More Varna | 0–1   | CSKA Sofia     |
| Lokomotiv Plovdiv | 0–1   | Levski Sofia   |
| Spartak Varna     | 0–1   | Spartak Pleven |

## Bán kết
| Đội 1          | Tỉ số     | Đội 2      |
| -------------- | --------- | ---------- |
| Levski Sofia   | 2–0 (aet) | CSKA Sofia |
| Spartak Pleven | 6–1       | Shumen     |

## Chung kết

### Chi tiết
| Levski Sofia              | 2−1 | Spartak Pleven |
| ------------------------- | --- | -------------- |
| Kostov 15' · Yordanov 33' |     | Borisov 21'    |

| Levski | Spartak |